# Giórgos Thémelis
Giórgos Thémelis (grec moderne : Γιώργος Θέμελης ; 23 août 1900 - 17 avril 1976) est un poète, essayiste et dramaturge grec.

## Biographie
Giórgos Thémelis naît sur l'île de Sámos, en 1900, avant de suivre, plus tard, des études au sein de la faculté de philosophie de l'université d'Athènes. En 1930, il s'installe dans la ville de Thessalonique, où il vit jusqu'à la fin de sa vie. Il y enseigne la littérature dans l'enseignement secondaire et atteint le rang de directeur d'école, qu'il occupe jusqu'à sa retraite. Il est également professeur au sein du Conservatoire d'État de Thessalonique.
Thémelis est l'un des membres fondateurs de la revue littéraire Makedoniká Chroniká, ainsi que de la Société des écrivains de Thessalonique. Il collabore également avec d'autres magazines et revues, dont Néa Estía, Kochlías ou Néa Poría,. Au cours de la période entre 1961 et 1965, il est membre du conseil d'administration artistique du Théâtre d'État de Grèce du Nord, sous la direction de Sokrátis Karantinós. La première nouvelle de Thémelis est publiée en 1929, tandis que son premier recueil poétique, La fenêtre nue (grec moderne : Το γυμνό παράθυρο), est publié en 1945,. Parmi les autres œuvres de Thémelis figurent les recueils poétiques primés Dentrókipos (1955) et Fotoskiássis (1961), des essais, des pièces de théâtre, ainsi que des traductions. Il remporte à deux reprises le prix national de littérature pour la poésie, plus précisément en 1956 et en 1962,.
Il meurt le 17 avril 1976, à l'âge de 76 ans Il est marié à Lemoniá Antaráki, avec qui il a cinq enfants (trois filles et deux fils).